# Serieåret 1987

## Händelser

### April
- 15 april:  Efter nio år avskedas Marvel Comics chefredaktör Jim Shooter, och efterträds av Tom DeFalco.[1]

### Maj
- Maj - Första numret av Tales of the Teenage Mutant Ninja Turtles publiceras och heter "A Tale of the TMNT".[2]

### Okänt datum
- Usagi Yojimbo får egen serietidning i USA.
- I Frankrike grundas serieantologin À Suivre.
- Mirage-Turtles publiceras i Sverige i serietidningen Maxx #8 1987.[3]
- I Sverige grundas serietidningarna Transformers[4] och Serie-Paraden.[5]
- Serien James Hund debuterar i Svenska Serier.[6]
- Seriefrämjandets pris Urhunden delas ut för första gången.
- Satellitserien startar i Sverige, med Masters of the Universe och M.A.S.K..[7]

## Pristagare
- 91:an-stipendiet: Hans Lindahl
- Adamsonstatyetten: Claire Bretécher, Gunna Grähs
- Reuben Award: Mort Drucker
- Urhunden för svenskt album: Alger av Gunnar Krantz
- Urhunden för översatt album: Operation Istanbul av Vittorio Giardino (Italien)

## Utgivning
- Batman: År ett av Frank Miller och David Mazzucchelli
- Klas Katt på nya äventyr av Gunnar Lundkvist
- Violent Cases av Neil Gaiman och Dave McKean
- Serietidningen Pox 5/1987 innehåller serien På lek av Yoshihiro Tatsumi
- Serietidningen Pox 11/1987 innehåller serien Desinfektion av Yoshihiro Tatsumi

### Album
- Asterix i Indien av Albert Uderzo[8]
- Bröderna Dalton skjuter skarpt (Lucky Luke)[9]
- Den osynliga tjuven (Agent Annorlunda) - Måns Gahrton och Johan Unenge[10]
- Det vettlösa vattnet (Agent Annorlunda) - Måns Gahrton och Johan Unenge[10]
- Hästtjuvarna och andra äventyr (Lucky Luke)[9]
- Kavalleriets maskot (Ratata)[11]

## Avlidna
- 20 februari
  - Wayne Boring, 81, långvarig Stålmannentecknare.[12]
  - Edgar P. Jacobs, 82, belgisk serieskapare.
- 14 december - Copi (egentligen Raúl Damonte Botana), argentinsk serieskapare.

### Fotnoter
1. ↑  "Jim Shooter Fired," The Comics Journal no. 116 (juli 1987), sidan 13-14.
2. ↑  ”A Tale of the TMNT”. Mirage Comics. Maj 1987. http://miragelicensing.com/comics/mirage/tales/01/01.html. Läst 18 mars 2012.
3. ↑  ”Seriesamlarna”. http://www.seriesam.com/cgi-bin/guide?s=MAXX+(1986). Läst 18 mars 2012.
4. ↑  Swecomics
5. ↑  Swecomics
6. ↑  Seriesamlarna
7. ↑  Seriesamlarna
8. ↑  ”Tintin”. Arkiverad från originalet den 13 februari 2011. https://web.archive.org/web/20110213010603/http://www.asterix.com/books/albums/. Läst 12 mars 2011.
9. 1 2  ”Lucky Luke på svenska”. Arkiverad från originalet den 11 november 2014. https://web.archive.org/web/20141111004811/http://www.visit.se/~dampgrodan/album_kronolog.html. Läst 12 mars 2011.
10. 1 2  ”Seriesamlarna”. http://www.seriesam.com/cgi-bin/guide?s=ETT+FALL+F%D6R+AGENT+ANNORLUNDA+(1986). Läst 12 mars 2011.
11. ↑  ”Lucky Luke på svenska”. Arkiverad från originalet den 25 maj 2012. https://archive.is/20120525100929/http://www.visit.se/~dampgrodan/album_Ratas.html. Läst 12 mars 2011.
12. ↑  "Superman artist Wayne Boring dead" The Comics Journal #116 (juli 1987) sidan23